# Rugby à XV au Bénin
 (février 2019).
Si vous disposez d'ouvrages ou d'articles de référence ou si vous connaissez des sites web de qualité traitant du thème abordé ici, merci de compléter l'article en donnant les références utiles à sa vérifiabilité et en les liant à la section « Notes et références ».
La pratique du rugby à XV au Bénin est née de l'introduction de ce sport par les Français. Cependant, malgré une affiliation à la Confédération africaine de rugby, la fédération du Bénin n'est pas affiliée à World Rugby (anciennement International Rugby Board), organisme qui gère le rugby à XV au niveau mondial. 
Le rugby à XV est introduit au Bénin par les Français, qui ont dirigé le pays pendant plusieurs années sous le nom de Dahomey. 
Le rugby est plus pratiqué dans les grandes villes de la partie méridionales du pays notamment Cotonou et Porto-Novo. Pays en voie de développement, la pauvreté et le manque d'infrastructures sportives rendent difficile son maintien en une structure de ligue nationale adéquate.
Comme beaucoup de pays africains, le lien historique avec la France est une bénédiction mitigée. Pendant plusieurs années, les joueurs de rugby béninois allaient jouer en France, privant ainsi le rugby béninois de toute compétition réelle et de sa valorisation. 
L’équipe nationale béninoise de rugby n’a plus participé à une compétition depuis 2005, date à laquelle elle est apparue en CAR Development Trophy, aussi appelé Coupe d'Afrique 3. Lors de cette édition 2005, elle est battue par le Togo et le Mali et fait match nul avec le Niger.